# Campanha Senussi

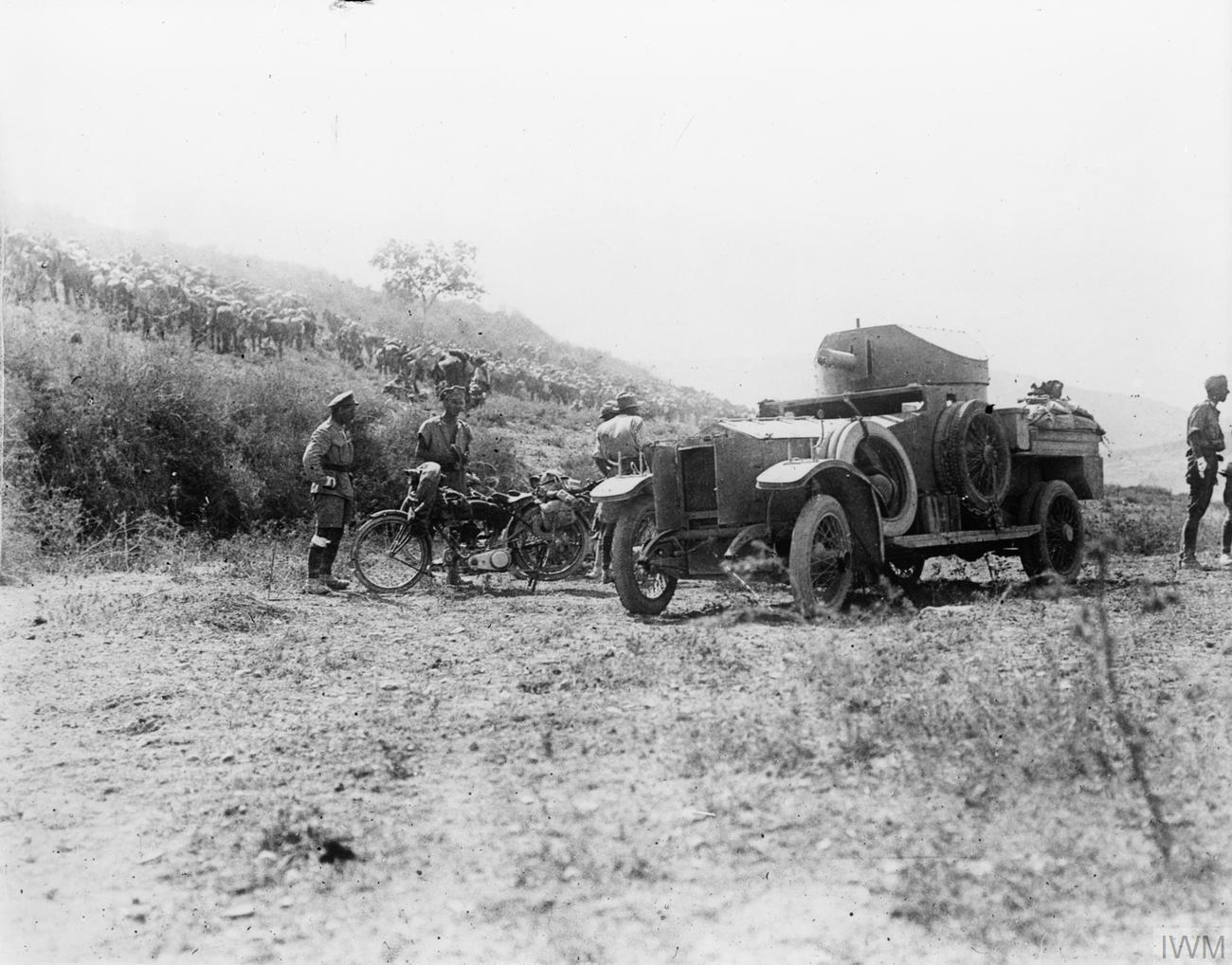
Forças britânicas próximas a colina de Samarian, na Palestina

Campanha Senussi foi uma série de batalhas entre o Império Britânico e o Reino da Itália contra os senússitas no Norte da África, de novembro de 1915 a fevereiro de 1917, durante a Primeira Guerra Mundial. Os senússitas eram uma seita religiosa residente na Líbia e no Egito, que foi cortejada pelo Império Otomano e pelo Império Alemão. No verão de 1915, os otomanos persuadiram o Grande Senussi Amade Xarife Senussi a declarar jiade, atacar o Egito britânico pelo oeste e encorajar a insurreição da população local, para desviar as forças britânicas de uma invasão otomana no Canal de Suez a partir da Palestina.
Os senússitas atravessaram a fronteira líbio-egípcia em novembro de 1915 e lutou uma campanha ao longo da costa egípcia, onde as forças do Império Britânico se retiraram, depois derrotaram os senússitas em vários compromissos, culminando na Ação de Agagia e a recaptura da costa em março 1916. No interior, a campanha da banda de oásis continuou até fevereiro de 1917, após a qual foi negociada uma paz e a área ficou em paz pelo resto da guerra, com exceção das patrulhas britânicas feitas por aeronaves e carros blindados.